# Col Nudo
Le Col Nudo (2 471 mètres d'altitude) est un sommet des Préalpes carniques. Il est considéré comme le point culminant des Préalpes vénètes.
Il est situé à la frontière entre la Vénétie (province de Belluno) et le Frioul-Vénétie Julienne (province de Pordenone).